# Honda NT 650 V

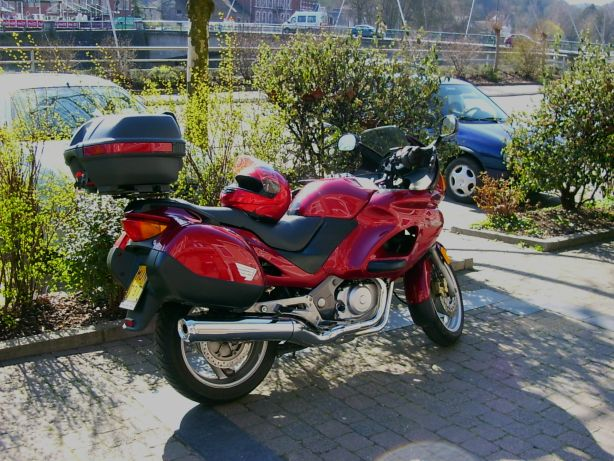
Honda NT650V Deauville

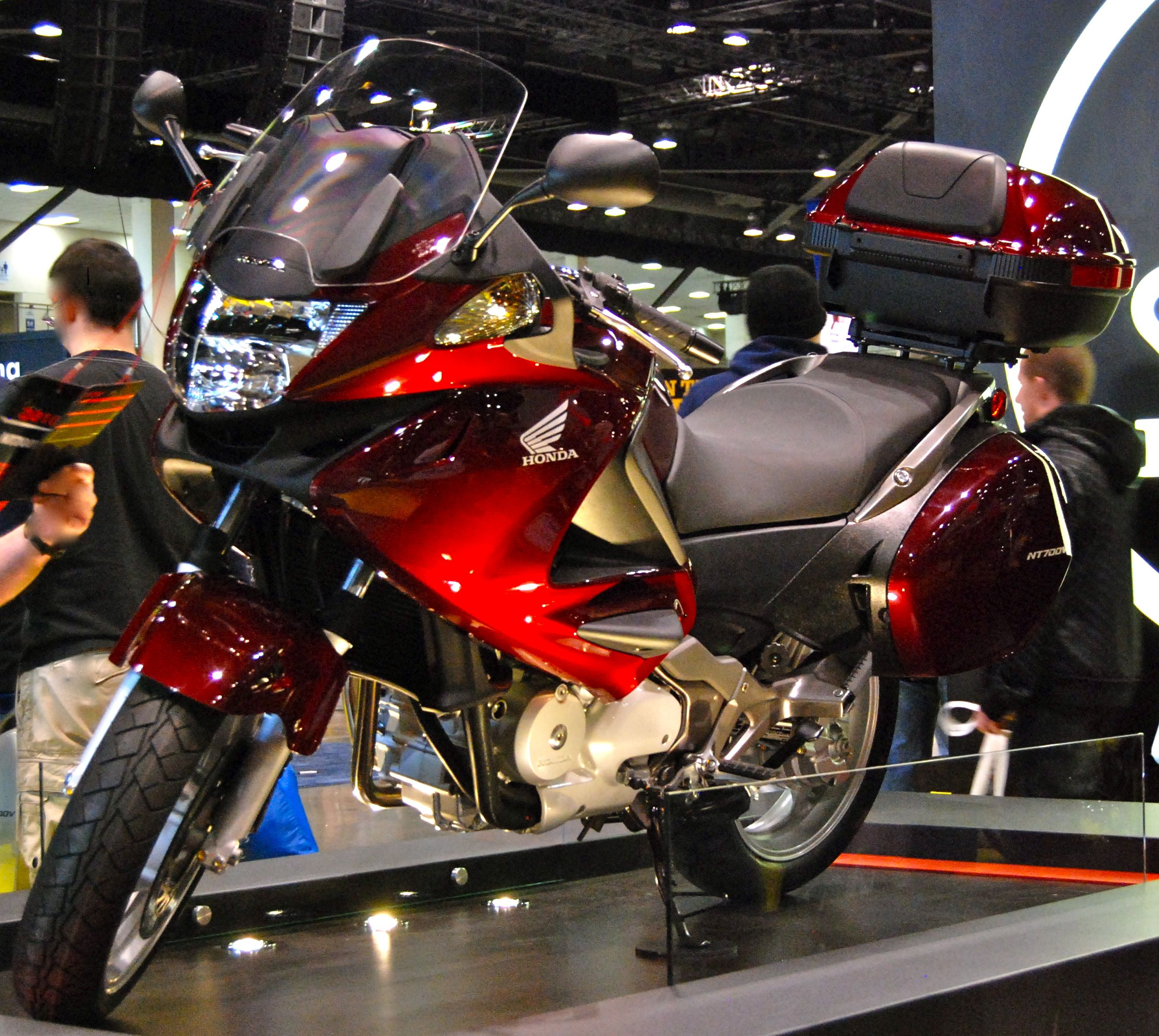
2010 Honda Deauville NT700V

De Honda NT650V Deauville is een in 1998 geïntroduceerde motorfiets aangedreven door een watergekoelde 4-taktmotor met twee cilinders die maximaal 41 kW vermogen levert bij 7750 tr/min met een maximaal koppel van 55 Nm bij 6250 tr/min. Zijn totaalgewicht (model 2002) is 228 kg en de topsnelheid ligt bij de 184 km/u.
De aandrijving van het achterwiel gebeurt via een cardanaandrijving. Twee koffers (links en rechts van het achterwiel) zijn verwerkt in de carrosserie. De vering van het achterwiel kan met de hand worden bijgesteld. Voor- en achterwiel zijn voorzien van schijfremmen.

## Historie
De ontwikkeling begon met de XL600 Transalp, waar de 600cc ohc V-twin voor het eerst in gezien werd. De Honda NTV650 volgde snel daarna in 1988. Ook wel de Revere genoemd, een naked bike, met enkelzijdige achtervork en cardan, drie-spaaks wielen en een stalen monocoque chassis dat eruitzag als ware het aluminium. In Japan werd de motor 'the Bros' genoemd en werd daar geleverd in een 400- en 650 CC versie. De Revere werd 5 jaar lang verkocht (88-93). In de UK gingen er in totaal 2000 over de toonbank.
Na de Revere werd de NT650V Deauville geïntroduceerd. De belangrijkste wijzigingen:
- de enkelzijdige uitvoering van de cardan werd voorzien van een dubbelzijdige achterbrug.
- dubbele schijfremmen voor.
- een moderne kuipuitvoering met vaste, geïntegreerde, achterkoffers.

De NT650V Deauville is in twee versies geleverd. In de eerste versie (1998-2002) werd de motor gewijzigd om meer koppel te geven in het lage- en midden toerengebied en om het tourgedrag te benadrukken werd de tankinhoud verhoogd tot 19 liter. 

In de tweede versie (2002-2006) werd: 
- de inhoud van de linkerkoffer met 6 liter naar 24 liter gebracht, en de rechterkoffer werd ook iets vergroot;
- de zuiger en contragewichten van de krukas aangepast om te zorgen voor afname van de trillingen vanuit het motorblok;
- de ophanging van de uitlaat veranderd om het doorgeven van trillingen te verminderen.
- de koppeling verzwaard.
- een nieuw Air Induction-systeem toegepast om aan toekomstige emissie-eisen te kunnen voldoen.
- de koplamp uitgerust met een nieuwe multi-reflector.
- het Combined Brake System toegepast.
- de kuipuitvoering werd geüpdatet.

## Perceptie
De Deauville is een veel verkochte motorfiets met voldoende pakcapaciteit (topkoffer makkelijk te plaatsen) en geschikt voor (tour-)rijders. Het motorblok is betrouwbaar, het draait immers al sinds 1998 mee, en wordt in de NT700V en in de Honda DN-01 gebruikt.

De Deauville is het opstapmodel voor de Pan European die dezelfde wielbasis heeft. De in Europa rijdende Deauvilles werden allemaal geproduceerd in de Spaanse fabriek van Honda, het in 1986 overgenomen Montesa.

## NT700V
In 2006 bracht Honda een volledig vernieuwde versie uit van de Deauville, de NT700V Deauville, uitgevoerd met ABS. De cilinderinhoud werd verhoogd naar 680 cm3en de motorfiets werd uitgerust met het elektronische injectiesysteem PGM-FI (Programmable Fuel Injection). Het vermogen komt nu neer op 48,3 kW bij 8000 tr/min met een maximaal koppel van 66,2 Nm bij 6500 tr/min. Het totaalgewicht van deze versie bedraagt 239 kg.

## Specificaties
|                      | NT650V                                                  | NT700V                                                                               |
| -------------------- | ------------------------------------------------------- | ------------------------------------------------------------------------------------ |
| Motor                | Twee cilinder 52° V Twin, 4-takt                        | Twee cilinder 52° V Twin, 4-takt                                                     |
| Inhoud               | 647 cc                                                  | 680.2 cc                                                                             |
| Boring & Slag        | 79 x 66 mm                                              | 81 x 66 mm                                                                           |
| Kleppen              | DOHC, 3 kleppen per cilinder                            | DOHC, 4 kleppen per cilinder                                                         |
| Compressie ratio     | 9.2:1                                                   | 10:1                                                                                 |
| Maximumvermogen      | 41kW (55 pk) @ 7,750 tpm                                | 48.3 kW (65pk) @ 8,000 tpm                                                           |
| Maximum koppel       | 55 Nm @ 6,250 tpm                                       | 66.2 Nm @ 6,500 tpm                                                                  |
| Starter              | Elektrisch                                              | Elektrisch                                                                           |
| Koelsysteem          | Water gekoeld                                           | Water gekoeld                                                                        |
| Transmissie          | Vijf versnellingen                                      | Vijf versnellingen                                                                   |
| Versnellingsratio's  |                                                         | 1: 2.571 (36/14) 2: 1.688 (27/16) 3: 1.300 (26/20) 4: 1.074 (29/27) 5: 0.923 (24/26) |
| Koppeling            | Nat, meerdere platen met veren                          | Nat, meerdere platen met veren                                                       |
| Aandrijving          | Cardan                                                  | Cardan                                                                               |
| Zithoogte            | 814 mm                                                  | 806 mm                                                                               |
| Brandstof capaciteit | 19 l inclusief 3.5 liter reserve                        | 19.7 l inclusief 3.5 liter reserve                                                   |
| Remmen               | Voor: 296 mm dubbele schijf Achter: 276mm enkele schijf | Voor: 296 mm dubbele schijf Achter: 276 mm enkele schijf Optioneel: ABS              |
| Droog gewicht        | 233 kg                                                  | 236 kg                                                                               |